# Ecolines
Ecolines és una organització amb seu a Riga (Letònia) de transport de passatgers de llarga distància amb una xarxa transnacional.

## Història
L'empresa va ser fundada el 1993 amb el nom de «Norma-A» i connecta 170 destins en el conjunt d'Europa, encara que amb prioritat a l'Europa de l'Est. Ecolines és una fusió de diverses companyies europees d'autobusos. Als estats bàltics va ser el primer operador a implantar un sistema de transport multimodal. Aquesta organització compta amb la més extensa xarxa de rutes als mencionats estats bàltics.

## Empreses de serveis
- Amron (Rússia)
- Avtobus-Tur (Belarús)
- ARDA TUR (Bulgària)
- Ecolines Estònia (Estònia)
- Elbrus-Trans (Rússia)
- GRUP PLUS (Bulgària)
- Parkas Klaipėdos autobusų (Lituània)
- Norma-A (Letònia)
- TRANSINESTA (Letònia)
- Ukrainskie Linii (Ucraïna)